# Одоло
О̀доло (на италиански: Odolo, на източноломбардски: Odol, Одол) е село и община в Северна Италия, провинция Бреша, регион Ломбардия. Разположено е на 345 m надморска височина. Населението на общината е 2104 души (към 2013 г.).